# Comerío
Comerío és un municipi de Puerto Rico situat al centre-oriental de l'illa, també conegut amb els noms de Cuna de Trovadores, La Perla del Plata, Sabana del Palmar i Montaña en Flor. Confina al nord amb Naranjito i Bayamón; al sud amb Aibonito; a l'oest amb Barranquitas i a l'est amb Cidra and Aguas Buenas.
El municipi està dividit en 9 barris: Cedrito, Cejas, Comerío Pueblo, Doña Elena, Naranjo, Palomas, Piñas, Río Hondo i Vega Redonda.